# Margit Juslin
Margit Elisabeth Gustafva Juslin, född 18 juni 1895 i Helsingfors, död där 24 november 1985, var en finländsk skolledare.
Juslin, som var dotter till filosofie doktor August Wilhelm Juslin och Maria Augusta Lina Ida Reinhardt, blev student 1912, filosofie kandidat 1919, avlade pedagogexamen 1921 och blev filosofie magister 1923. Hon var lärare vid Svenska samskolan i Helsingfors i matematik, fysik, kemi och bokföring 1920–1952, tillika skolans föreståndare från 1925, samt lärare i matematik, fysik och linjalritning vid Munksnäs svenska samskola 1948–1958. Hon var ordförande i Akademiskt bildade kvinnors förbunds svenska avdelning 1936–1938 och i stiftelsen Sjukhemmet i Helsingfors från 1966. Hon utgav Historik över Svenska samskolan i Helsingfors 1913–1938 (redaktör, tillsammans med andra, 1940) och översatte Ord till tröst av Basilea Schlink från tyska (1975).